# Jeremiasz

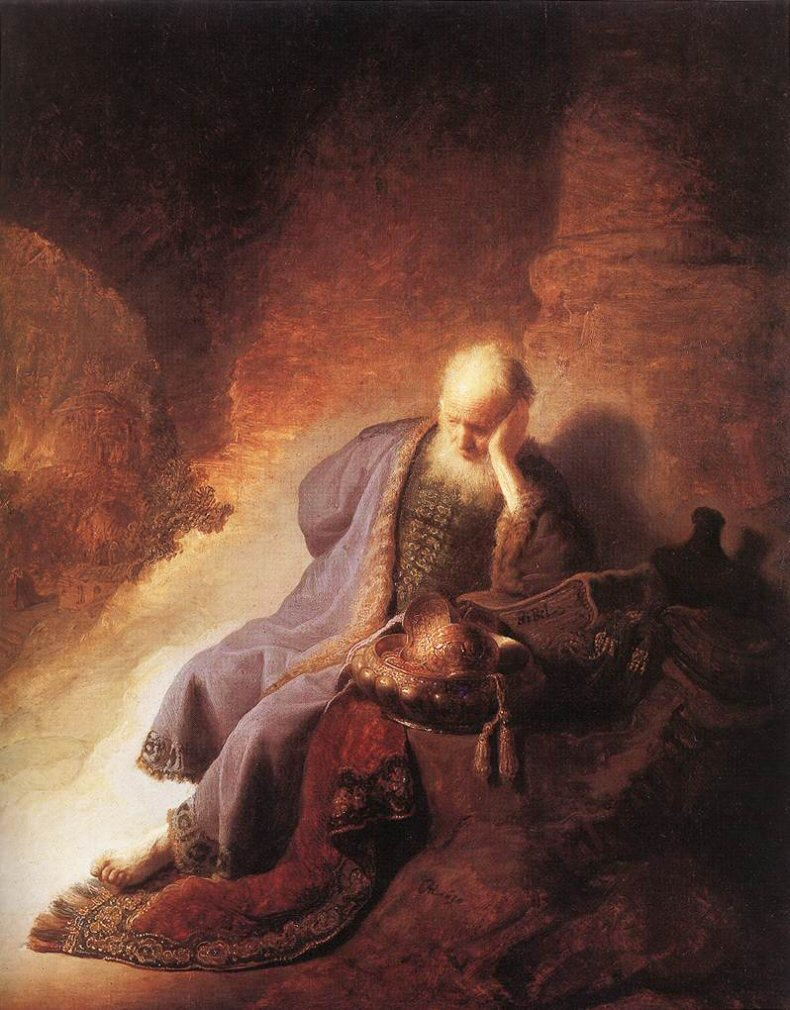
Jeremiasz opłakujący zburzenie Jerozolimy, obraz Rembrandta

Prorok Jeremiasz, hebr. ‏יִרְמְיָהוּ‎ (Yirməyāhū) – prorok, twórca biblijnej księgi Jeremiasza, jest mu przypisywane również autorstwo biblijnych Lamentacji oraz Ksiąg Królewskich w czym pomagał mu jego skryba oraz uczeń – Baruch ben Neriah. Zapowiadał spustoszenie Judy i Jerozolimy. Działał przez 40 lat. Spisywanie swej księgi, w której zawarł napomnienia i groźby dla Izraelitów, zapowiedzi upadku państwa i niewoli oraz proroctwa głoszące oswobodzenie z niewoli i ostateczne zbawienie, zakończył w 585 p.n.e. Był jednym z czterech proroków większych.

## Życie i działalność
Pochodził z rodziny kapłańskiej z Anatot na pn.-wsch. od Jerozolimy, wywodzącej się z linii Abiatara, Helego i Itamara. Jego ojcem był Chilkiasz. Jak się wydaje, Jeremiasz nie sprawował nigdy funkcji kapłańskich. Nie jest znany rok jego urodzenia, ale z dużą dokładnością można wskazać rok powołania go na proroka. Miało to miejsce w trzynastym roku panowania króla judzkiego Jozjasza, tzn. w r. 627/626 p.n.e. Pierwszy okres działalności Jeremiasza przypada na czas od powołania do reformy religijnej Jozjasza. Jeremiasz, wówczas jeszcze mało znany, nie odegrał większej roli w przeprowadzaniu tej reformy, która mimo iż stanowiła ważny krok na drodze do ujednolicenia kultu, nie spełniała oczekiwań proroka. Nie wykorzeniała synkretyzmu, ani nie rozwiązała zasadniczych problemów religijnych w królestwie. Drugi okres działalności to czas po śmierci Jozjasza pod Megiddo — czas panowania jego synów Joachaza i Jojakima. W tym okresie prorok starał się walczyć z bałwochwalstwem i synkretyzmem, które odżyły po śmierci Jozjasza. Na skutek bezkompromisowej postawy popadł w konflikt z królem, został pozbawiony prawa wstępu na teren świątyni i musiał się ukrywać.
Następny okres działalności proroka przypada na lata panowania Sedecjasza, którego po kolejnym królu Jojakinie (Jechoniaszu) osadził na tronie władca babiloński Nabuchodonozor. Jeremiasz mógł teraz bez przeszkód spełniać swoją misję, zmierzającą do ratowania państwowości judzkiej i religii. Był zwolennikiem zachowania spokoju i uległości wobec Babilończyków. Uważał, że tylko za taką cenę można uratować Jerozolimę i świątynię. Takie poglądy były przyczyną oskarżenia go o defetyzm i zdradę, co doprowadziło do jego uwięzienia. Stronnictwo, które przejęło władzę w czasie oblężenia przez Babilończyków, wymogło na królu skazanie Jeremiasza na śmierć. Uratowała go wprawdzie interwencja jednego z dworzan, Ebedmeleka, ale i tak do zdobycia miasta (w 587/586 r. p.n.e.) prorok przebywał w więzieniu. Po upadku Jerozolimy Jeremiasz został najpierw włączony do grupy Judejczyków przeznaczonych do deportacji, a następnie ułaskawiony na osobisty rozkaz Nabuchodonozora. Prorok miał do wyboru: albo udać się do Babilonu, albo pozostać w Judzie z nieliczną grupą ludności pozostawioną na miejscu. Wybrał opcję drugą. Udał się do Godoliasza, administratora kraju, aby czuwać nad życiem religijnym mieszkańców. Wkrótce jednak Godoliasz został zamordowany, a niedobitki Judejczyków po krótkiej wojnie domowej w obawie przed zemstą Babilończyków uciekły do Egiptu, zabierając przemocą Jeremiasza i jego sekretarza Barucha. Również w Egipcie prorok starał się zwalczać wśród uchodźców synkretyzm religijny i bałwochwalstwo, co spotykało się ze sprzeciwem. Według tradycji żydowskiej został przez swych rodaków ukamienowany..
Jego wspomnienie obchodzone jest 1 maja.